# Stelio Savante
Stelio Savante (Kaapstad, 24 april 1970) is een in Zuid-Afrika geboren Amerikaans acteur en filmproducent.

## Biografie
Savante werd geboren in Kaapstad waar hij zijn middelbare school doorliep aan de Camps Bay Highs School in Camps Bay, een voorstad van Kaapstad, waar hij in 1988 zijn diploma haalde. Hij verhuisde naar Amerika toen hij een tennisbeurs kreeg om te studeren aan de university of West Alabama in Livingston (Alabama). Hier begon hij met acteren in lokale theaters in Alabama en Mississippi waar hij zijn liefde voor acteren kreeg. In 1992 verhuisde hij naar New York om zijn carrière in acteren op te starten. In 2006 verhuisde hij naar Los Angeles.
Savante is getrouwd, en hij spreekt vloeiend Afrikaans, Engels en Grieks.

## Filmografie

### Films
Selectie:
- 2015 Eisenstein in Guanajuato - Hunter Kimbrough
- 2012 Safe House – als omroeper stadion
- 2009 Invictus – als radiopresentator
- 2006 My Super Ex-Girlfriend – als Leo
- 2001 A Beautiful Mind – als techneut

### Televisieseries
Uitgezonderd eenmalige gastrollen.
- 2018 The Haves and the Have Nots - als Dino - 2 afl.
- 2015 The Making of the Mob - als Joe Masseria - 2 afl.
- 2008 My Own Worst Enemy: Conspiracy Theory – als Oliver – 2 afl.
- 2006 – 2007 Ugly Betty – als Steve – 8 afl.
- 2004 All My Children – als beveiliger Berger – 7 afl.
- 2000 Guiding Light – als mr. Black – 2 afl.
- 1996 Late Night with Conan O'Brien – als Antonio - ? afl.

### Computerspellen
- 2019 Call of Duty: Mobile - als Ajax
- 2019 Crackdown 3 - als agent Nikkios
- 2018 Call of Duty: Black Ops 4 - als specialist Ajax
- 2017 Uncharted: The Lost Legacy - als Shoreline huursoldaat
- 2016 Call of Duty: Infinite Warfare - als stem
- 2016 Uncharted 4: A Thief's End - als Shoreline huursoldaat
- 2012 Tom Clancy's Ghost Recon: Future Soldier - als stemmen
- 2011 Call of Duty: Modern Warfare 3 – als acteur
- 2011 Uncharted 3: Drake's Deception – als Indiaanse piraat
- 2011 Tom Clancy's Ghost Recon: Future Soldier – als Nigeriaanse hurling
- 2010 Mass Effect 2 – als toegevoegde stemmen
- 2010 Army of Two: The 40th Day – als Zuid-Afrikaanse consulaat / Russisch varken
- 2009 Command & Conquer: Red Alert 3 – Uprising – als Sergei
- 2008 Command & Conquer: Red Alert 3 – als Sergei
- 2008 Army of Two – als Zuid-Afrikaanse consulaat / Russisch varken
- 2003 Midnight Club II – als Primo

### Filmproducent
- 2023 Summer of Violence - film
- 2022 Angry Neighbors - film
- 2022 What Remains - film
- 2022 Find Her - film
- 2022 Pulled from Darkness - film
- 2021 Summertime Dropouts - film
- 2021 Marfa - film
- 2021 Under the Stadium Lights - film
- 2020 Broken - film
- 2020 The Penitent Thief - film
- 2019 She Fell - korte film
- 2019 Rapid Eye Movement - film
- 2018 Bernie the Dolphin - film
- 2018 Selling Isobel - film
- 2018 Creepy Chronicles - televisieserie - 1 afl.
- 2018 Avalanche - film
- 2017 No Postage Necessary - film
- 2017 Pronoia - korte film

- Bibliothèque nationale de France: cb14486490d (data)
- Gemeinsame Normdatei: 1077341512
- International Standard Name Identifier: 0000 0000 0072 5205
- Library of Congress Control Number: no2013055259
- Virtual International Authority File: 10076977
- WorldCat: E39PBJqbj98jFQmFYvDGtmMByd